# Carlos Campano

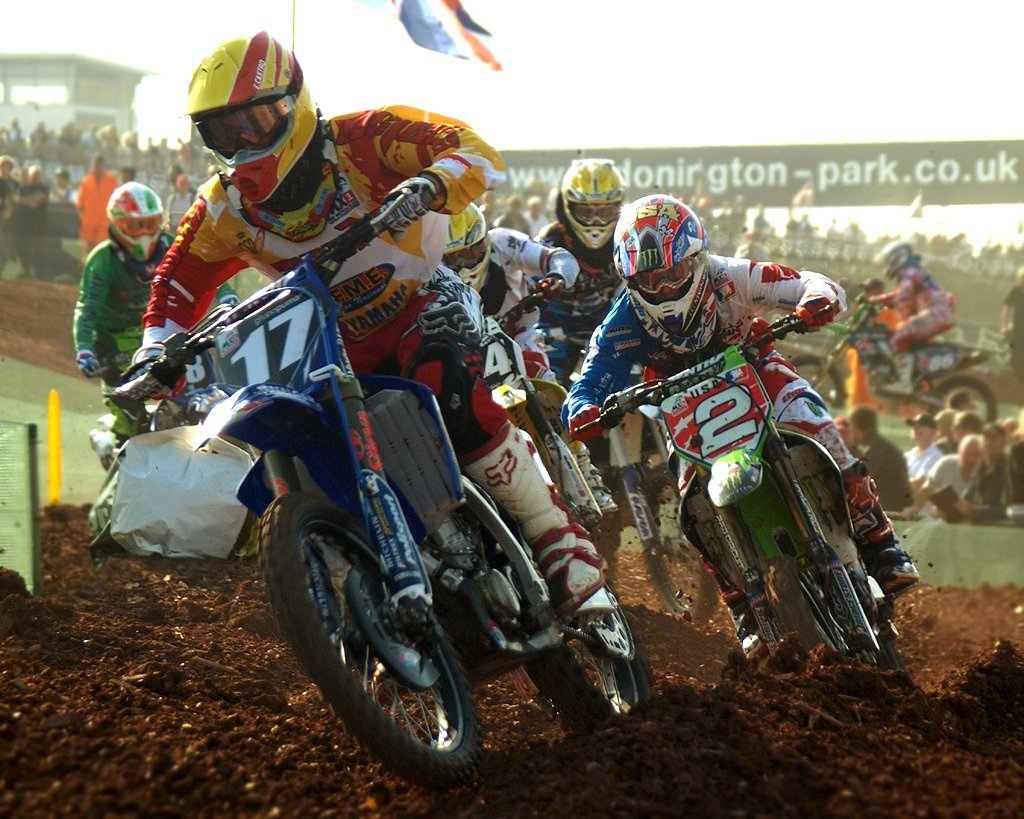
Carlos Campano Jiménez (nummer 17) tijdens de Motorcross der Naties 2008

Carlos Campano Jiménez (Dos Hermanas, 15 september 1985) is een Spaans voormalig motorcrosser. Hij werd op een Yamaha in 2010 wereldkampioen in de MX3.
Hij werd tweemaal kampioen van Spanje in de hoogste categorie (MX2 in 2006 en MX Elite in 2009) en eenmaal in 60 cc (1995). Als onderdeel van het Andalusische team won hij tweemaal 'Por Autonomías' (1997 en 2004). Hij behaalde een vierde plaats op de Europese Supercross Kampioenschappen 2003, in de 125cc. Hij reed op een Yamaha in 2003-2004 en 2007-2010 en daartussenin op een KTM.